# Actinopus anselmoi
Espèce
Actinopus anselmoi est une espèce d'araignées mygalomorphes de la famille des Actinopodidae.

## Distribution
Cette espèce est endémique de l'État de Rio de Janeiro au Brésil,. Elle se rencontre vers Seropédica et Barra Mansa.

## Description
Le mâle holotype mesure 4,25 mm.

## Étymologie
Cette espèce est nommée en l'honneur de Philip Hansen Anselmo.

## Publication originale
- Miglio, Pérez-Miles & Bonaldo, 2020 : « Taxonomic revision of the spider genus Actinopus Perty, 1833 (Araneae, Mygalomorphae, Actinopodidae). » Megataxa, vol. 2, no 1, p. 1-256.